# Cantonul Plombières-les-Bains
Cantonul Plombières-les-Bains este un canton din arondismentul Épinal, departamentul Vosges, regiunea Lorena, Franța.

## Comune
- Bellefontaine
- Girmont-Val-d'Ajol
- Plombières-les-Bains (reședință)
- Le Val-d'Ajol